# Ségou (ciutat)

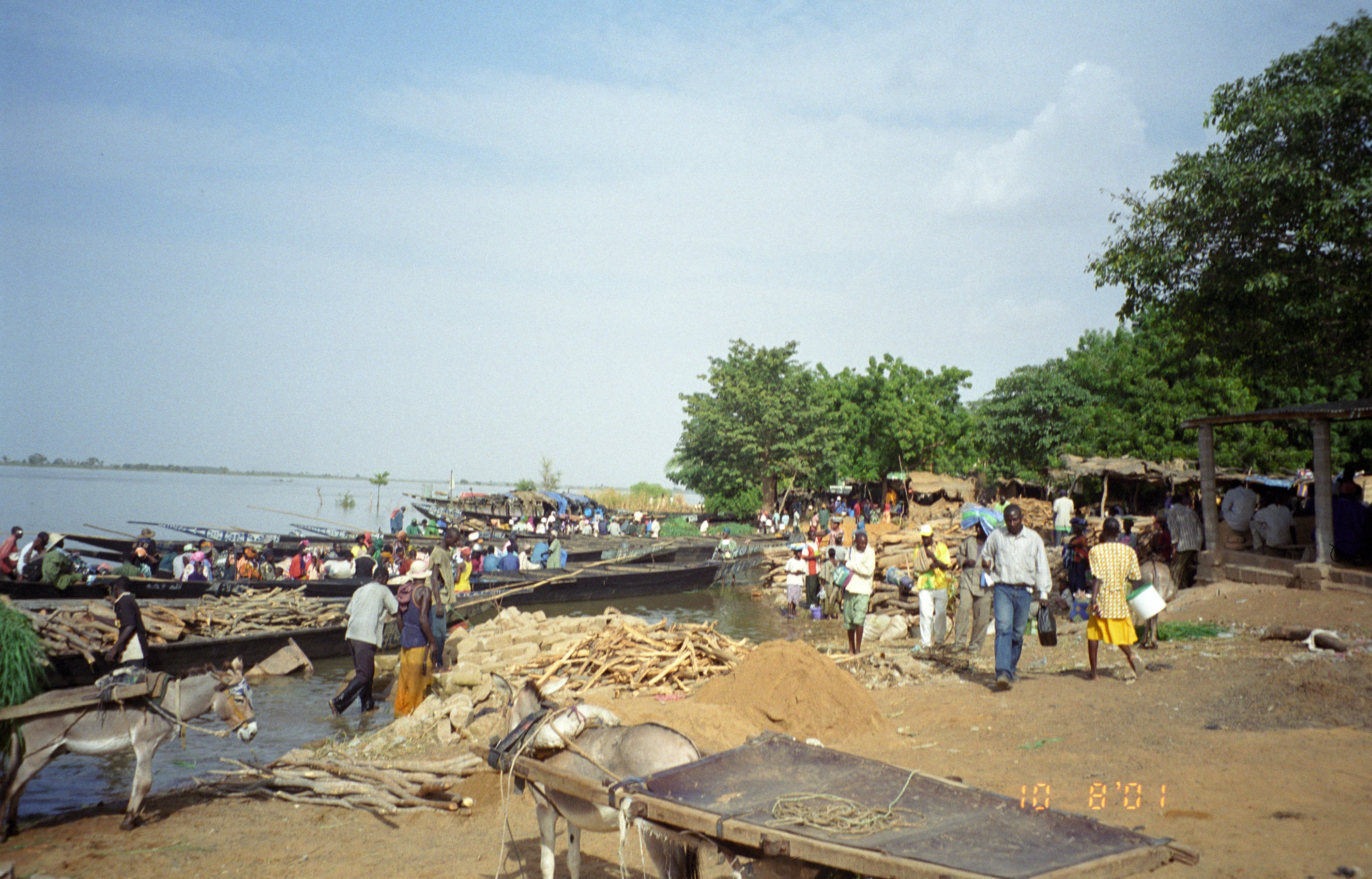
Mercat a la vora del riu

Ségou (Segu o Seku) és una ciutat de Mali, capital de la regió de Ségou i del cercle de Ségou. Està situada a la vora del riu Níger a 240 km al nord-est de Bamako. És coneguda com la ciutat de Balanzan per un arbre local. La ciutat en el seu començament estava a uns 10 km de la ciutat moderna. El 1998 tenia 105.305 habitants i el 2009 ja eren 130.690, sent la tercera ciutat de Mali.
Fins a quatre poblacions properes i tocant al riu porten el nom de Ségou sent tal com es baixa el riu la primera Ségou-Koro (el Vell Ségou), després Ségou-Bugu (Poble de les cultures), segueix Ségou-Kura (Nova Ségou) i finalment Ségou-Sikoro (la residència real sota la dinastia Diarra). La distància entre elles no sobrepassa els 12 km.

## Història
No se sap que vol dir el seu nom; podria derivar de "Sikoro" el peu d'un arbre, o de "Cheikou" un marabut suposat fundador de la ciutat; altres teories diuen que fou fundada pel poble dels bozos, procedents del nord i establerts a la vora del Níger on es van dedicar a la pesca, però altres diuen que els primers poblats permanents els van fer els bambares al segle xvi.
Després dels bozos la van habitar els soninkés (segle xi), els malinkés i els bambares a la segona meitat del segle xvi. Kaladjan Koulibay procedent de Djenné va fundar el regne bambara de Segu o Ségou-Koro el segle xvi. Li va succeir el seu fill Danfassari Koulibaly principal constructor de la ciutat iniciada pel seu pare. A la seva mort el 1712 el va succeir el seu fill gran Mamari o Mamary conegut per Biton Koulibaly (o Kouloubali, el Bitòn Coulibaly dels francesos) que va fundar l'imperi de Ségou (o Bamana); va crear un exèrcit amb una clase d'esclaus joves (els ton jon) i es va estendre fins Timbuctú (que va pagar tribu), i fins a Masina i Djenné; vers 1754 Biton Koulibaly, va conquerir el regne bambara de Sousana i va unificar els dos regnes però una part dels bambares establerts a l'est van fundar un nou regne amb capital a Nioro.
Biton va morir el 1755 i fou el darrer sobirà la dinastia Koulibaly; un esclau de la dinastia, el ton jon Ngolo Diarra, amb el suport dels comandants militars esclaus, prengué el control del regne bambara i va fundar la nova dinastia Diarra (o Jarra) que es va basar en l'aliança entre els camperols bambares, els tonjon militars i els comerciants coneguts per "marka" (aquestos eren musulmans però la dinastia era animista i protegia els temples i sacerdots tradicionals), que va subsistir la resta del segle (encara es va expandir més) i fins a la segona meitat del segle xix. La capital va passar de Ségou-Koro a Ségou-Sikoro (gairebé a la moderna ciutat). Ngolo va morir el 1797. Mungo Park fou el primer europeu que va visitar la ciutat, el 1796.
Al segle xix l'imperi estava en decadència i el 1861 el darrer rei bambara, Bina Ali Diarra, després de buscar sense èxit l'aliança amb els Dina de Masina (peuls musulmans), fou derrotat i l'estat conquerit per El Hadj Umar (Al-Haddj Umar) que va entrar a Ségou el 9 o 10 de març de 1861 i que va formar l'imperi dels Tokeleur (en frances Toucouleur) i va imposar l'islam destruint tots els ídols animistes; El Hadj Umar a la seva mort el 1864 va traspassar el poder al seu fill Ahmadu (Ahmad al-Kabir) amb títol de khalifa. El francès Mage va viure a Ségou vers 1864-1866 i va deixar una notable descripció fixant la població en 10.000 persones. L'estat tokeleur fou derrotat decisivament pels francesos manats pel coronel Louis Archinard a la batalla de Ségou el 6 d'abril de 1890. Ahmadu va fugir a l'est i Archinard va enviar a la Biblioteca Nacional de París (que encara la conserva) la biblioteca personal d'El Hadj i Ahmadu.
Ségou fou capital d'un cercle de la colònia de l'Alt Senegal i Níger i després del Sudan Francès. Els descendents d'El Hadj Umar encara són influents a la ciutat.

## Agermanaments
- Angulema, França, des de 1984.
- Richmond (Virgínia), Estats Units.